# Hoplopleura cryptica
Hoplopleura cryptica är en insektsart som beskrevs av Ferris 1921. Hoplopleura cryptica ingår i släktet Hoplopleura och familjen gnagarlöss. Inga underarter finns listade i Catalogue of Life.